# Tony Curiel
Rafael Antonio Curiel Batista (* 26. Juli 1931 in Santiago de los Caballeros; † 25. Januar 2009 in Santo Domingo) war ein dominikanischer Opernsänger (Bariton).

## Leben
Curiel wuchs in San Pedro de Macorís auf, wo er die Schule besuchte und eine Ausbildung als Zahntechniker absolvierte. Daneben beteiligte er sich als Sänger an verschiedenen Veranstaltungen in der Stadt. 1954 trat er in der Sendung Buscando Estrellas von La Voz Dominicana auf und erhielt ein Stipendium, das ihm ein Gesangsstudium bei José Dolores Cerón, Mario Ferretti und Dora Merten ermöglichte.
1956 debütierte Curiel als Alfio in der Oper Cavalleria rusticana von Pietro Mascagni, 1957 trat er als Giorgio Germont in Verdis La traviata auf. 1959 nahm er mit dem Orquesta San José unter Leitung von Ramón Antonio Molina eine LP mit Boleros unter dem Titel Quiero verte auf. 1962 erschien eine Single mit dem Walzer No te Vayas von Javier Arce und dem Bolero Miedo de quererte, 1963 eine Single mit dem Tango Sombras. In den 1980er Jahren zog er sich aus der Öffentlichkeit zurück.
Curiel war mit der Sängerin Ángela Vásquez verheiratet. Ihre Tochter Angelita Curiel („La Mulatona“) ist als Fernsehunterhalterin bekannt.